# Supercopa Francesa de Voleibol Masculino de 2022
A Supercopa Francesa de Voleibol Masculino de 2022 foi a 11.ª edição desta competição anual organizado pela Ligue Nationale de Volley (LNV). O torneio ocorreu no dia 24 de setembro, na cidade de Chaumont, no departamento do Alto Marne, e contou com a presença de duas equipes francesas, tendo o Montpellier HSC se sagrado campeão pela primeira vez. O oposto francês Théo Faure, que marcou 15 pontos, foi eleito o melhor jogador da partida.

## Regulamento
O torneio foi disputado em partida única.

## Local da partida
| Chaumont, Alto Marne |
| -------------------- |
| Palestra Chaumont    |
| Capacidade: 2 000    |

## Equipes participantes
| Equipe                  | Cidade      | Qualificação                         | Última participação |
| ----------------------- | ----------- | ------------------------------------ | ------------------- |
| Chaumont Volley-Ball 52 | Chaumont    | Campeão da Copa da França de 2021–22 | 2021                |
| Montpellier HSC         | Montpellier | Campeão da Ligue A de 2021–22        | Estreante           |

## Resultado
| Data   | Hora  |                         | Placar |                 | Set 1 | Set 2 | Set 3 | Set 4 | Set 5 | Total  | Relatório |
| ------ | ----- | ----------------------- | ------ | --------------- | ----- | ----- | ----- | ----- | ----- | ------ | --------- |
| 24 set | 15:00 | Chaumont Volley-Ball 52 | 1–3    | Montpellier HSC | 19–25 | 25–23 | 21–25 | 28–30 |       | 93–103 | Relatório |

## Premiação
| Supercopa Francesa de 2022           |
| ------------------------------------ |
| Montpellier HSC Campeão (1.º título) |